# Przypadek
Przypadek (polonès: Caixa) és un pel·lícula polonesa escrita i dirigida per Krzysztof Kieślowski i protagonitzada per Bogusław Linda. La pel·lícula presenta tres històries diferents, explicades en successió, sobre un home que corre darrere d'un tren i com un incident tan normal podria influir en la resta de la vida de l'home. Completada originalment el 1981, fou suprimida per les autoritats poloneses durant alguns anys fins a la seva estrena retardada a Polònia el 10 de gener de 1987 en forma censurada.
La pel·lícula es va projectar a la secció Un Certain Regard al 40è Festival Internacional de Cinema de Canes.
La pel·lícula es troba entre les 21 pel·lícules poloneses clàssiques restaurades digitalment escollides per a Martin Scorsese Presents: Masterpieces of Polish Cinema.

## Argument
Witek (Bogusław Linda), assegut en un avió, per alguna raó crida "No!" Una persona sagnant és arrossegada pel pis d'un hospital. De petit, Witek aprèn a escriure. Quan era adolescent, Witek surt amb Czuszka. Com a adult, Witek va a l'escola de medicina i surt amb l'Olga (Monika Gozdzik). Witek "perd" la seva vocació després de la mort del seu pare. Witek decideix agafar un tren cap a Varsòvia. Allà xoca contra un company bevent cervesa. Es mostren tres resultats diferents, cadascun depenent de com Witek tracti els obstacles en el seu camí per agafar el tren i de si agafa el tren o no.
En el primer escenari, Witek gairebé xoca contra el company que beu la cervesa. Corre darrere del tren a l'estació de tren de Łódź Fabryczna i és capaç d'agafar el manillar de l'últim cotxe just a temps per pujar-se a bord. Al tren coneix en Werner (Tadeusz Łomnicki), un vell comunista. Witek decideix unir-se al Partit Comunista. En una passejada amb Werner, Witek es troba amb Czuszka (Bogusława Pawelec), el seu primer amor. Els dos es troben i tenen relacions sexuals, després de la qual cosa un Czuszka decebut descobreix que Witek sol·licita unir-se a la festa. Witek intenta resoldre sense èxit un problema amb un mecànic d'una línia aèria. Witek trenca un seient en un hospital. Com a recompensa, un líder del partit planeja enviar Witek en una missió especial a França. Passejant amb Czuszka, un policia els demana els seus papers. Com que Witek és comunista, se li permet seguir el seu camí, mentre que Czuszka està detinguda. Intenta compensar amb Czuszka, que parla en una reunió de l'oposició, però ella el rebutja. A l'aeroport, Witek és informat que la seva missió a França ha estat cancel·lada.
En el segon escenari, Witek xoca contra el company que beu la cervesa amb tanta força que la tassa rellisca de la mà del bevedor i cau a terra, trencant-se i vessant. Witek no s'atura a demanar disculpes, però encara no aconsegueix agafar el tren. En lloc d'això, xoca de cap contra un guàrdia de ferrocarril a l'andana, el tira a terra i marxa corrent. El guàrdia demana suport i Witek és arrestat. Un jutge condemna Witek a trenta dies i treballs comunitaris no remunerats. Witek s'uneix a la resistència anticomunista i es troba amb Daniel, un amic de la seva infància, i la seva germana Wera. És batejat i la figura de Crist a la creu esdevé un emblema significatiu per a ell. Witek sol·licita un passaport per anar a França, però la seva petició és denegada perquè se sap que és un anticomunista. L'oferta li autoritza un passaport amb la condició que reveli els contactes de la clandestinitat a França. Witek se'n va a casa i comença els jocs previs amb la Wera, però és cridat al cau de la resistència. El lloc ha estat saquejat i l'única persona que hi ha quedat dubta de la lleialtat de Witek.

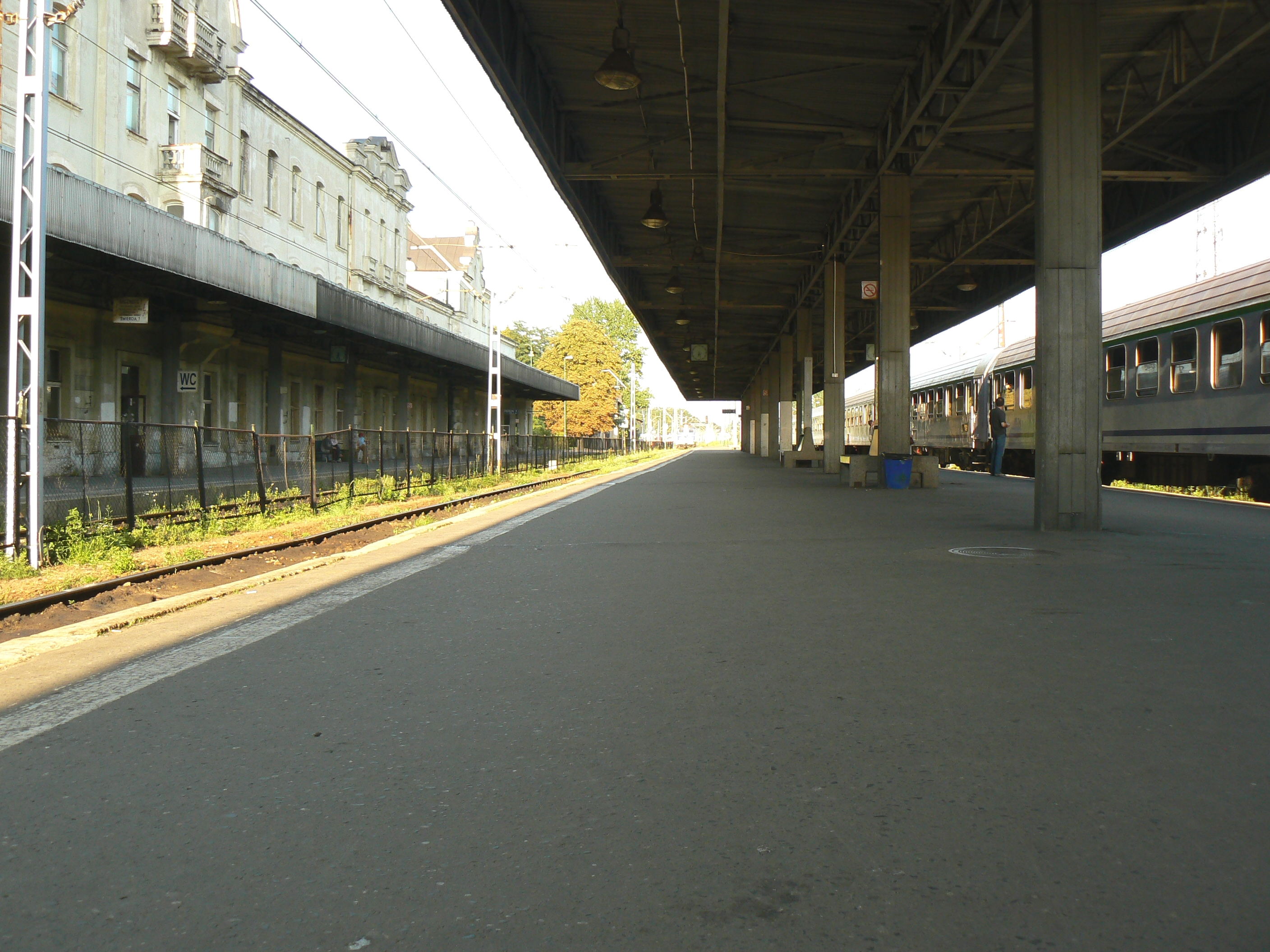
Estació de tren de Łódź Fabryczna, el punt d'inflexió en la vida del personatge principal, tal com va aparèixer el 2011

En el tercer escenari, en Witek gairebé xoca contra el company que beu la cervesa, però s'atura a temps i l'envolta, demanant disculpes. Encara intenta agafar el tren però no ho aconsegueix. El guàrdia del ferrocarril apareix uns segons després, però ara Witek s'ha aturat per recuperar l'alè. Nota l'Olga a la plataforma (no és clar si hi era en els dos escenaris anteriors). Witek i Olga tornen al seu apartament on fan l'amor a terra. Witek decideix reprendre els estudis de medicina i aviat es gradua i comença a exercir a l'hospital així com a ensenyar a la facultat de medicina. L'Olga li diu que està embarassada de tres mesos. Els dos es casen. Witek es nega a unir-se al Partit Comunista. A la facultat de medicina, alguns estudiants passen una petició en nom del fill del degà, que està acusat d'aportar literatura il·legal. Witek es nega a signar la petició, assenyalant que el mateix degà tampoc no ha signat. Witek no vol involucrar-se en política en absolut. El degà li ofereix un viatge a Líbia per donar unes conferències sobre temes mèdics que ha preparat. Witek accepta. Al tren per agafar l'avió, l'Olga li diu a Witek que està embarassada del seu segon fill, amb l'esperança que sigui una nena. A l'aeroport, Witek veu algunes de les persones que van ser més importants en els dos escenaris anteriors. L'avió (que connecta via França) corre per la pista, Witek està còmode al seu seient. L'avió s'enlaira, però uns segons després explota.

## Repartiment
- Bogusław Linda com a Witek
- Tadeusz Łomnicki com a Werner
- Zbigniew Zapasiewicz com Adam
- Bogusława Pawelec com a Czuszka
- Marzena Trybała com a Werek
- Jacek Borkowski com a Marek
- Jacek Sas-Uhrynowski com a Daniel
- Adam Ferency com a sacerdot
- Monika Gozdzik com a Olga
- Zygmunt Hubner com a degà
- Irena Byrska com a Ciotka[4]
- Jerzy Stuhr com a activista de ZSMP
- Jerzy Moes com a oficial de l'SB

## Producció
Llocs de rodatge
- Estació de Łódź Fabryczna, Łódź, Łódzkie, Polònia
- Łódź, Łódzkie, Polònia
- Rakowiecka, Mokotów, Varsòvia, Mazowieckie, Polònia
- Varsòvia, Mazowieckie, Polònia

## Resposta crítica
Com a exemple dels personatges de Kieślowski que s'entrecreuen amb la història, Kickasola assenyala que Witek, que té la mateixa data de naixement (encara que no l'any) que Kieślowski (27 de juny de 1941), "reflexiona sobre la ironia de les seves dates de naixement el 1956." El 1981, Kieślowski va anunciar que planejava desenvolupar la convenció realista com a "més profunda, no més àmplia". Amb Przypadek, Kieślowski "va posar en pràctica parcialment la seva nova filosofia", però aquesta pel·lícula "encara es basa molt en les circumstàncies polítiques de la societat polonesa per establir el tema." Paul Coates descriu aquesta pel·lícula "com casant una preocupació "occidental" gairebé psicoanalítica pels efectes de la mort del pare... amb una típica reticència de l’"Europa de l'Est" a renunciar a l'humanisme invocant escenaris psicoanalítics com l'edípiques." Al lloc web de l'agregador de ressenyes Rotten Tomatoes, Przypadek té una puntuació d'aprovació del 73% basada en 11 ressenyes, amb una puntuació mitjana de 7,00/10.
La cineasta Agnieszka Holland va elogiar molt la pel·lícula en una entrevista per al llançament del vídeo casolà de The Criterion Collection, va dir que "Przypadek és realment una de les millors pel·lícules de Krzysztof, potser fins i tot la millor i més original".

## Influències
A les seves entrevistes al DVD (tant la regió 1 com la 2), Agnieszka Holland i l'estudiosa de cinema Annette Insdorf identifiquen Sliding Doors com una pel·lícula influenciada per Przypadek. En ambdues pel·lícules, el resultat depèn de si el protagonista agafa un tren o no, però a Sliding Doors només es presenten dos escenaris (el protagonista agafa el tren, no l'agafa). Holland va dir "... una sèrie de pel·lícules simplement van robar el concepte... una pel·lícula mediocre... anomenada Sliding Doors... Van portar el concepte i el van distorsionar fins on tota la profunditat filosòfica i la subtilesa estilística van desaparèixer."
Lola rennt és similar a Blind Chance, ja que es presenten tres escenaris que depenen de com el protagonista negocia una cursa boja per un espai ple de gent. A Przypadek el desenllaç de la vida del protagonista depèn de com gestioni la situació amb el company de cervesa. A Lola rennt, l'elecció de la Lola d'on i com cerca ajuda per al seu xicot determina el resultat per a ella i el seu xicot. A Przypadek, les circumstàncies porten a Witek a tenir un personatge diferent a cada trama, fet ressò a Lola rennt pels muntatges fotogràfics que mostren les persones que Lola passa pel camí. Primer Witek és comunista, després anticomunista religiós, i finalment apolític.

## Premis
- Premi Lleó de Plata del Festival de Cinema Polonès de 1987: Krzysztof Kieślowski
- Premi al millor actor del Festival de Cinema Polonès de 1987: Bogusław Linda